# Camille Lacourt
Camille Lacourt (ur. 22 kwietnia 1985 roku w Narbonie), francuski pływak, pięciokrotny mistrz świata, trzykrotny mistrz Europy z Budapesztu z 2010 r., gdzie zwyciężył i ustanowił rekord Europy na 100 m stylem grzbietowym wynikiem 52,11 s.
Na mistrzostwach świata w Szanghaju w 2011 roku zdobył złoty medal w wyścigu na 100 m stylem grzbietowym. Na tych samych zawodach zdobył także srebrny medal w konkurencji 50 metrów stylem grzbietowym.
Uczestnik igrzysk olimpijskich w Londynie (2012) na 100 m grzbietem (4. miejsce) oraz w sztafecie 4 × 100 m stylem zmiennym (10. miejsce).
Podczas mistrzostw świata w Barcelonie w 2013 roku zdobył dwa złote medale, jeden z nich na dystansie 50 metrów stylem grzbietowym, drugi w sztafecie 4 × 100 metrów stylem zmiennym. W finale 100 metrów stylem grzbietowym zajął piąte miejsce. W grudniu tego samego roku na mistrzostwach Europy na krótkim basenie razem z Brytyjczykiem Chrisem Walkerem-Hebbornem zajął trzecie miejsce na dystansie 100 metrów stylem grzbietowym, jednak po ujawnieniu stosowania dopingu przez Rosjanina Witalija Mielnikowa otrzymał srebrny medal. 
W 2015 roku na mistrzostwach świata w Kazaniu zdobył 3 medale: złoto na dystansie 50 metrów stylem grzbietowym, srebro na dystansie 100 metrów stylem grzbietowym i brąz w sztafecie 4 × 100 metrów stylem zmiennym. Rok później na mistrzostwach Europy zajął pierwsze miejsce w konkurencjach 50 i 100 metrów stylem grzbietowym.
Podczas mistrzostw w Budapeszcie wywalczył po raz trzeci z rzędu tytuł mistrza świata na dystansie 50 m stylem grzbietowym, uzyskawszy czas 24,35. Po tych zawodach Lacourt zakończył karierę pływacką.